# Štadión za Starým mostom
Štadión za Starým mostom – nieistniejący już stadion piłkarski w Bratysławie (w dzielnicy Petržalka), stolicy Słowacji. Obiekt istniał w latach 1900–2012. Pod koniec swego istnienia mógł pomieścić 7100 widzów. Na stadionie swoje spotkania rozgrywali piłkarze klubu FC Petržalka.

## Historia
Stadion został wybudowany przez klub Pozsonyi Torna Egyesület (w skrócie PTE, obecnie FC Petržalka), a decyzję o jego budowie podjęto 29 września 1899 roku. Otwarcie stadionu, który posiadał wówczas bieżnię lekkoatletyczną (później zlikwidowaną), miało miejsce 25 września 1900 roku. Obiekt stanął obok parku (obecnie Sad Janka Kráľa), niedaleko starego mostu. Klub PTE (na przestrzeni lat pod różnymi nazwami, m.in. Spartak, ZŤS i Artmedia Petržalka) był długoletnim gospodarzem stadionu.
W latach 2005 i 2008 Artmedia Petržalka zdobywała Mistrzostwo Słowacji, a w latach 2004 i 2008 także Puchar Słowacji. W pierwszej dekadzie XXI wieku zespół często grał w europejskich pucharach, w sezonie 2005/2006 sensacyjnie awansując nawet do fazy grupowej Ligi Mistrzów. Zdecydowaną większość spotkań „u siebie” zespół rozgrywał jednak na innych obiektach (na Tehelnym polu, na stadionie im. Antona Malatinského w Trnawie i na Narodowym Centrum Treningowym w Sencu), za Starým mostom Artmedia rozegrała w europejskich pucharach jedynie cztery spotkania, dwa w Pucharze Intertoto w 2001 roku i dwa w Pucharze UEFA, w 2003 roku przeciwko F91 Dudelange i w 2006 roku przeciwko Dynamu Mińsk.
W 2008 roku inwestujący w Artmedię Ivan Kmotrík zrezygnował z dalszego wspierania zespołu na rzecz Slovana Bratysława. Kmotrík w dodatku dysponował prawem własności gruntu, na którym znajdował się stadion i Artmedia musiała się z niego wyprowadzić. W jego miejscu miały powstać mieszkania, hotel i inne inwestycje. Zespół przeniósł się na stadion Pasienky, później grał na obiekcie Rapidu Ružinov. Klub miał wybudować wkrótce nowy stadion, ale po 2008 roku doszło do stopniowej degradacji drużyny, która w 2010 roku spadła do II ligi, a w roku 2012 do III ligi. Ostatecznie w 2012 roku klub wybudował swój własny obiekt w części miasta Petržalka-Ovsište, ale zdegradowany sportowo i finansowo klub stać było jedynie na wybudowanie skromnego stadionu (jego pojemność wynosi dziś 1500 widzów). Tymczasem stary stadion przez pewien czas stał opuszczony i niszczał, a jesienią 2012 roku został rozebrany. Planów inwestycyjnych na jego terenie póki co jednak nie zrealizowano. Pod koniec istnienia obiektu jego pojemność wynosiła 7100 widzów (z czego 5600 miejsc było siedzących).